# Coriosolites
Els coriosolites (llatí Coriosolitae o Curiosolitae) foren un poble celta esmentat per Juli Cèsar junt amb els vènets, unel·les, osismes i altres. Cèsar diu que tots ells eren tribus marítimes, és a dir amb territori a la vora del mar, i els situa a l'Armòrica (Bretanya). Plini el vell, que els dona el nom de cariosvelites, els esmenta junt amb els unel·les, diablintes i rèdons. Els seus veïns serien els rèdons a l'est; els vènets al sud; i els osismes a l'oest.
Els coriosolites ocupaven probablement la comarca de l'actual ciutat de Saint-Malo, i la vila de Corseul, entre Dinan i Lamballe, hauria conservat el seu nom.

## Etimologia
El nom dels coriosolites ens ha pervingut sota diverses formes llatinitzades : Coriosolitæ (variants Curiosolitæ, Coriosoliti) Coriosolites Coriosultes (variants Coricoriosuelites, Cariosuelites, Coriosuelites). Aquest nom és igualment atestat en singular en una inscripció gal·loromana: Coriosolis « Coriosolite ». S'hi pot reconèixer l'element cèltic corio- « exèrcit, tropa ». Aquest element és freqüent dins els etnònims gals (cf. els Uocorii « els dos exèrcits »; els Tricorii « els tres exèrcits », d'on venen el Trégor i Tréguier; els Petrucorii « els quatre exèrcits », d'on venen el Perigord i Perigús, etc.) i els antropònims, així com alguns topònims del tipus Coriallo / °Coriovallum (nom primitiu de Cherbourg) i Coriovallum, nom cèltic primitiu (s. III) de la vila de Heerlen als Països Baixos.
El segon element, -solit-, -suelit- o -sult-, és de significat desconegut.